# Liparetrus pygmaeus
Liparetrus pygmaeus är en skalbaggsart som beskrevs av Britton 1980. Liparetrus pygmaeus ingår i släktet Liparetrus och familjen Melolonthidae. Inga underarter finns listade i Catalogue of Life.